# Eusebio López y Díaz de Quijano
Eusebio López Díaz de Quijano, I marqués de Lamadrid (Comillas, Cantabria, 1873-Sevilla, 26 de noviembre de 1937) fue un dirigente deportivo y un jinete de polo español. Fue presidente del Comité Olímpico Español (1926-1931), constituido oficialmente en Barcelona en 1926. Renunció a la presidencia en 1931 debido a la derrota de la candidatura de Barcelona para los Juegos Olímpicos de 1936 y de los cambios políticos con el advenimiento de la Segunda República Española. También fue presidente del Real Club de Polo de Barcelona (1922-1926) y del Real Automóvil Club de Cataluña (1929-1933).